# Rock n Roll (Ryan Adams)
Rock n Roll è il quarto album discografico in studio da solista del musicista statunitense Ryan Adams, pubblicato nel 2003. 

## Tracce
Tutte le tracce sono di Ryan Adams, tranne dove indicato.
1. This Is It – 3:19 (Adams, Johnny T Yerington)
2. Shallow – 4:05
3. 1974 – 3:07
4. Wish You Were Here – 3:00 (Adams, Brad Rice)
5. So Alive – 3:58 (Adams, Johnny T Yerington)
6. Luminol – 3:35 (Adams, Johnny T Yerington, Tony Shanahan)
7. Burning Photographs – 4:12 (Adams, Johnny T Yerington)
8. She's Lost Total Control – 3:05
9. Note to Self: Don't Die – 2:14 (Adams, Parker Posey)
10. Rock n Roll – 2:00
11. Anybody Wanna Take Me Home – 4:46
12. Do Miss America – 2:30
13. Boys – 3:32 (Adams, Johnny T Yerington)
14. The Drugs Not Working – 5:34